# Operclipygus planifrons
Operclipygus planifrons  (лат.) — вид жуков-карапузиков из семейства Histeridae (Histerinae, Exosternini).
Южная Америка: Колумбия, Эквадор. Длина 2,40—2,53 мм, ширина 2,12—2,22 мм. Цвет красновато-коричневый. Тело округлой формы, лоб плоский. От близких видов (Operclipygus kerga, Operclipygus punctistrius) отличается отсутствием пигидиальной маргинальной бороздки.
Вид был впервые описан в 2013 году энтомологами Майклом Катерино (Michael S. Caterino) и Алексеем Тищечкиным (Santa Barbara Museum of Natural History, Санта-Барбара, США) и в ходе их ревизии рода Operclipygus включён в его состав и отнесён к видовой группе O. kerga group.
.